# Hayashima
Hayashima (早島町, Hayashima-chō) est un bourg du district de Tsukubo, dans la préfecture d'Okayama, au Japon.

## Géographie

### Démographie
Au 1er février 2015, la population de Hayashima s'élevait à 12 166 habitants répartis sur une superficie de 7,62 km2.